# پارک ملی کوه رینیر
پارک ملی کوه رینیر یا پارک ملی ماونت رینیر (به انگلیسی: Mount Rainier National Park) نام پارکی طبیعی در ایالت واشینگتن در ایالات متحده آمریکا است.
این پارک ملی ۹۵۵ کیلومتر مربع وسعت دارد.